# 伊藤大理
伊藤 大理（いとう ひろみち、1976年10月23日 - ）は元スピードスケート選手で、現在は長野県を登録地（日本競輪選手会新潟支部所属）とする競輪選手。
かりがね自転車競技場をホームバンクとしている。

## 来歴
スピードスケート選手時代、1999年に大韓民国春川市で行われた第4回アジア冬季競技大会・1500mで3位に入った。この他、真駒内選抜スピードスケート競技会での優勝経験を有する。
冬季アジア大会の銅メダル獲得を契機に、競輪選手への転身を決意。同じくスピードスケートから競輪へ転身した市村和昭（競輪学校48期生）に師事し、日本競輪学校第85期適性試験に合格。
2000年8月8日、立川競輪場でデビューし、初勝利も同日。
2001年、小倉競輪場で行われたルーキーチャンピオンレースに出場し、3着に入った。